# 변성환
변성환(卞盛煥, 1979년 12월 22일 ~ )은 대한민국의 전 축구 선수이자 현 지도자로 현재 수원 삼성 블루윙즈의 감독이다.

## 클럽 경력

### 울산 현대 호랑이
울산대학교 재학 시절 대학 정상급 수비수로 활약하다가 2002년 울산 현대 입단을 통해 프로에 전격 입문한 뒤 데뷔 시즌인 2002년 K리그 15경기에 출전하며 팀의 준우승을 이끄는 등 무난한 활약을 선보였고 2003 시즌에서도 17경기에 출전하며 2연속 리그 준우승, 2003년 FA컵 준결승 진출에 기여했다.
그러나 2005 시즌에서는 대구 FC와의 경기 도중 무릎 십자 인대, 내측 인대, 반월상 연골 등이 파열되는 치명적인 부상을 당하면서 리그 1경기도 출전하지 못했고 물론 2005년 리그컵에서는 5경기에 출전하며 팀의 준우승을 이끌었고 해당 시즌 팀은 9년만의 리그 우승을 맛보기는 했지만 정작 본인은 팀의 우승의 기쁨을 함께 누리지 못했다.
하지만 2006 시즌 공식전 35경기에 출전하며 2006년 리그컵 우승을 맛보았고 2006년 AFC 챔피언스리그에서도 프로 데뷔골을 터뜨리며 팀의 사상 첫 아시아 챔피언스리그 준결승 진출에 일조하는 등 기량을 회복하는 모습을 보여주었다.

### 부산 아이파크
2006 시즌 종료 후 울산 현대를 떠나 고향팀인 부산 아이파크로 트레이드되어 25경기에 출전하며 나쁘지 않은 활약을 펼쳤지만 팀은 잦은 사령탑 교체와 내외부적인 문제 등이 겹치면서 역사상 최악의 시즌을 보냈고 결국 팀의 성적도 곤두박질치면서 1년만에 고향팀과 작별했다.

### 제주 유나이티드
2007 시즌이 끝난 뒤 부산을 떠나 당시 제주 유나이티드의 사령탑이던 정해성 현 대한축구협회 대회분과위원장의 부름을 받고 제주의 유니폼으로 갈아입었다.
제주 이적 후 2008 시즌 공식전 25경기에 출전하면서 제주의 약점인 좌측 풀백 역할을 톡톡히 수행했고 2008년 리그컵에서는 3어시스트를 기록하며 어시스트상에 오르는 등 활약을 펼쳤지만 팀은 2008 시즌 리그 6강 플레이오프에도 오르지 못했고 리그컵에서마저도 조별리그에서 탈락하면서 2008 시즌 이후 해외 진출을 모색하게 되었다.

### 시드니 FC
2009-10 시즌을 앞두고 호주 A리그의 시드니 FC로 이적하며 프로 데뷔 7년만에 첫 해외 리그 진출에 성공한 뒤 2010-11 시즌까지 리그 52경기에 출전했고 특히 멜버른 빅토리와의 2009-10 시즌 A리그 그랜드파이널 승부차기에서 팀의 4년만의 리그 우승을 확정짓는 골을 성공시켰으며 2010-11 시즌에서도 팀의 주축 수비수로 활약했다.

### 뉴캐슬 제츠
2010-11 시즌 종료 후 뉴캐슬 유나이티드 제츠로 이적하여 리그 26경기에 출전하며 활약을 이어가던 도중 심장에서 좌심실비대 증상이 발견되었고 결국 2011-12 시즌 종료 후 뉴캐슬 제츠와의 계약을 해지했다.

### 성남 일화 천마
2012년 7월 신태용 감독이 이끌던 성남 일화 천마에 입단하며 4년만에 국내 리그로 복귀한 뒤 후반기에만 리그 5경기에 출전했다.

### FC 안양
2012 시즌을 마치고 2013 시즌을 앞둔 2013년 3월 K리그2 신생팀인 FC 안양으로 이적한 뒤 2013 시즌 21경기에 출전하며 돈지덕과 함께 안양의 젊은 선수들을 이끌었고 2014 시즌에서도 안양에 잔류했지만 은퇴 시기가 다가옴과 동시에 이으뜸, 구대영 등의 신예 수비수들까지 자리를 차고 올라오면서 결국 부천 FC 1995와의 2014년 K리그2 33라운드 홈 경기를 끝으로 13시즌간의 현역 생활을 마무리했다.
그리고 13시즌동안 프로 선수로 활약한 공로를 인정받아 안양 구단 측에서 공식적인 은퇴 경기 및 은퇴 기념식 행사를 마련함으로서 안양 창단 멤버이자 첫번째 은퇴 선수에 이름을 올렸으며 전 소속팀인 시드니 FC의 창단 10주년 기념 베스트 11 서브 명단에도 그 이름을 올렸다.

## 국가대표팀 경력

### 대한민국 U-23
울산대학교 재학 시절 고향에서 열린 2002년 아시안 게임 대표팀에 발탁되어 동메달을 목에 걸었다.

## 지도자 경력

### 성남 FC
선수 은퇴 후 2015년 성남 FC U-12팀의 감독으로 본격적인 지도자 커리어를 시작한 뒤 이듬해인 2016년에는 성남 FC U-15 유소년 산하 클럽인 성남 FC U-15의 감독을 역임하다가 시즌 중반 친정팀인 성남 FC의 코치직에 부임하며 구상범 감독 대행을 보좌했다.
이후 건강상의 문제로 풍생고등학교 감독으로 복귀한 구상범 감독 대행을 대신하여 성남의 감독 대행을 맡았고 팀은 2016년 K리그 승강 플레이오프에서 강원 FC와 1·2차전 합계 1-1로 비겼지만 원정 다득점에서 밀리면서 창단 28년만에 처음으로 K리그2로 강등되는 수모를 당했다.

### 대한민국 U-17
2019년 대한민국 여자 대표팀의 임시 코치로 합류했다가 콜린 벨 감독이 부임한 이후에는 여자 대표팀에는 정식으로 합류하지 않았다.
그 후 U-17 대표팀의 코치로 활동하다가 2022년 1월 U-17 대표팀의 사령탑으로 정식 부임한 이후 같은 해 10월에 열린 2023년 AFC U-17 아시안컵 예선에서 홈팀 우즈베키스탄과 최약체인 브루나이와 함께 H조에 배정받아 우즈베키스탄과의 첫 경기에서는 2-3으로 아쉽게 패했지만 브루나이와의 경기에서는 10-0으로 대파하며 통산 15번째 U-17 아시안컵 본선 진출을 이끌었다.
그리고 이듬해 6월에 열린 2023년 AFC U-17 아시안컵 본선에서 카타르, 아프가니스탄, 이란을 상대로 2승 1패·조 2위에 오르며 8강에 오른 후 8강에서 홈팀 태국을 4-1로 격파하며 통산 7번째 U-17 월드컵 본선행을 이끌었고 준결승에서도 우즈베키스탄을 1-0으로 꺾으며 예선에서의 아쉬운 패배를 설욕함과 동시에 9년만에 U-17 아시안컵 결승으로 올려놓았으며 결국 이 대회 준우승의 값진 성과를 거두었다.
그러나 2023년 FIFA U-17 월드컵 본선 조별리그에서 강호 미국과 프랑스, 부르키나파소에 연달아 패하며 자국에서 열린 2007년 대회 이후 16년만의 U-17 월드컵 본선 조별리그 탈락의 쓴 맛을 보았고 이와 함께 3전 전패라는 대한민국 축구 역사상 U-17 월드컵 역대 최악의 성적까지 남기고 말았다.

### 수원 삼성 블루윙즈
그 후, 변성환은 염기훈의 후임을 찾던 수원의 제 10대 감독으로 부임하였다.

## 수상

### 클럽 (선수)
울산 현대 호랑이
- K리그1 : 준우승 (2002, 2003)
- 리그컵 : 우승 (2006), 준우승 (2005)
- FA컵 : 준결승 (2003)
- AFC 챔피언스리그 : 준결승 (2006)

시드니 FC
- 호주 A리그 : 우승 (2009-10)

### 국가대표팀 (선수)
대한민국 U-23
- 아시안 게임 : 동메달 (2002)

### 국가대표팀 (지도자)
대한민국 U-17
- AFC U-17 아시안컵 : 준우승 (2023)